# Sami Driss
Sami Driss, né le 10 avril 1982 à Paris, est un joueur français de basket-ball. Il évolue aux postes d'arrière et d'ailier. Grandi dans la banlieue parisienne, il est originaire de la Tunisie et s'est décidé de représenter ce pays sur le terrain international.

## Biographie
Sami Driss a joué aux JSA Bordeaux. Lors de la saison 2012-2013, il s'engage avec Élan béarnais Pau-Lacq-Orthez.